# Gastrophanella phoeniciensis
Gastrophanella phoeniciensis är en svampdjursart som beskrevs av Perez, Vacelet, Bitar och Zibrowius 2004. Gastrophanella phoeniciensis ingår i släktet Gastrophanella och familjen Siphonidiidae. Inga underarter finns listade i Catalogue of Life.